# Liste der Biografien/Yah
Liste der Biografien |
Portal Biografien |
Personensuche
# |
A |
B |
C |
D |
E |
F |
G |
H |
I |
J |
K |
L |
M |
N |
O |
P |
Q |
R |
S |
T |
U |
V |
W |
X |
Y |
Z |
?
 
Ya |
Yb |
Yc |
Yd |
Ye |
Yf |
Yg |
Yh |
Yi |
Yk |
Yl |
Ym |
Yn |
Yo |
Yp |
Yr |
Ys |
Yt |
Yu |
Yv |
Yw |
Yx |
Yz
 
Yaa |
Yab |
Yac |
Yad |
Yae |
Yaf |
Yag |
Yah |
Yai |
Yaj |
Yak |
Yal |
Yam |
Yan |
Yao |
Yap |
Yaq |
Yar |
Yas |
Yat |
Yau |
Yav |
Yaw |
Yax |
Yay |
Yaz
Die Liste der Biografien führt alle Personen auf, die in der deutschsprachigen Wikipedia einen Artikel haben. Dieses ist eine Teilliste mit 51 Einträgen von Personen, deren Namen mit den Buchstaben „Yah“ beginnt.

## Yah
- Yah, Gibson (* 2003), niederländisch-nigerianischer Fußballspieler

### Yaha
- Yahalom, Asher (* 1968), israelischer Physiker
- Yahalom, Joseph (* 1941), israelischer Literaturwissenschaftler, Hebraist und Hochschullehrer
- Yahata, Kenji (* 1980), japanischer Hürdenläufer
- Yahata, Shin (* 1974), japanisch-schwedischer Eishockeyspieler, -funktionär und -scout
- Yahata, Toshihiro (* 1980), japanischer Fußballspieler
- Yahav, Ilana, israelische Performancekünstlerin der Sandanimation
- Yahaya, Abubakar Datti (* 1952), nigerianischer Richter
- Yahaya, Kulu (* 1976), ghanaische Fußballspielerin
- Yahaya, Mahamadou (* 1983), nigrischer Fußballschiedsrichterassistent
- Yahaya, Mallam (* 1974), ghanaischer Fußballspieler
- Yahaya, Mallam Mudi (* 1968), nigerianischer Fotograf, Filmemacher, Archivar und Publizist
- Yahaya, Seidu (* 1989), ghanaischer Fußballspieler

### Yahb
- Yahbalaha IV. († 1579), Patriarch der Katholisch-chaldäischen Kirche

### Yahe
- Yahel, Sam (* 1970), US-amerikanischer Jazzmusiker und Komponist

### Yahi
- Yahi, Nawal (* 1991), algerische Hindernisläuferin
- Yahia Ibrahim, Ammar Ismail (* 1996), katarischer Sprinter
- Yahia, Alaeddine (* 1981), tunesischer Fußballspieler
- Yahia, Anthar (* 1982), algerischer Fußballspieler mit französischem Pass
- Yahia, Latif (* 1964), irakischer Militär, Offizier, Doppelgänger von Udai HusseinLatif Yahia (* 1964)

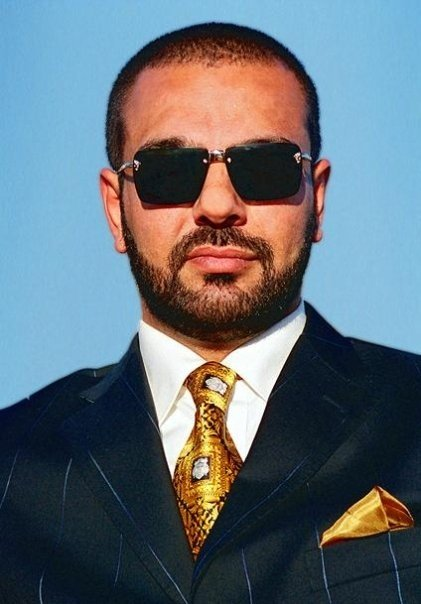
Latif Yahia (* 1964)

- Yahia, Mona (* 1954), irakische Künstlerin und Schriftstellerin (Gedicht, Erzählung, Roman)
- Yahil, Leni (1912–2007), israelische Historikerin
- Yahiro, Tomohiro (* 1961), japanischer Jazz- und Rockperkussionist
- Yahiya, Muhammed Anees (* 1995), indischer Weitspringer

### Yahm
- Yahmadi, Jameel al- (* 1996), omanischer Fußballspieler

### Yahn
- Yahne, Léonie, französische Schauspielerin

### Yaho
- Yahouédéou, Janvier (* 1962), beninischer Unternehmer und Politiker

### Yahu
- Yáhuar Huácac, siebenter Inka-Herrscher
- Yahuda, Abraham Shalom (1877–1951), palästinensischer Zionist, Hochschullehrer, Schriftsteller und Linguist

### Yahy
- Yahya al-Dschaf, kurdischer Politiker im Irak
- Yahya al-Mutali († 1035), Kalif von Córdoba
- Yahya al-Muzaffar († 1036), Emir von Saragossa
- Yahya I., Abu Zakariya (1203–1249), Herrscher der Hafsiden in Ifriqiya (1229–1249)
- Yahya ibn Abd al-Aziz, neunter Herrscher der Hammadiden
- Yahyā ibn Chālid († 805), Mitglied der Barmakiden-Familie
- Yahya ibn Ibrahim († 1048), Anführer des Berberstammes der Dschudala
- Yahya ibn Ishaq ibn Ghaniya († 1237), Kriegsherr in Nordafrika
- Yahya ibn Umar († 1056), Anführer des Berberstammes der Lamtuna (1040–1056)
- Yahya II. al-Wathiq († 1280), Kalif der Hafsiden in Ifriqiya (1277–1279)
- Yahya Khan, Agha Muhammad (1917–1980), pakistanischer Präsident und General
- Yahya Muhammad Hamid ad-Din (1869–1948), Imam und König von Jemen
- Yahya Petra (1917–1979), malaysischer König, Sultan von Selangor
- Yahya von Antiochia, ägyptischer Arzt und Geschichtsschreiber
- Yahya, Ayman (* 2001), saudi-arabischer Fußballspieler
- Yahya, Faris (1939–2004), britischer Historiker
- Yahya, Harun (* 1956), türkischer SektenführerHarun Yahya (* 1956)

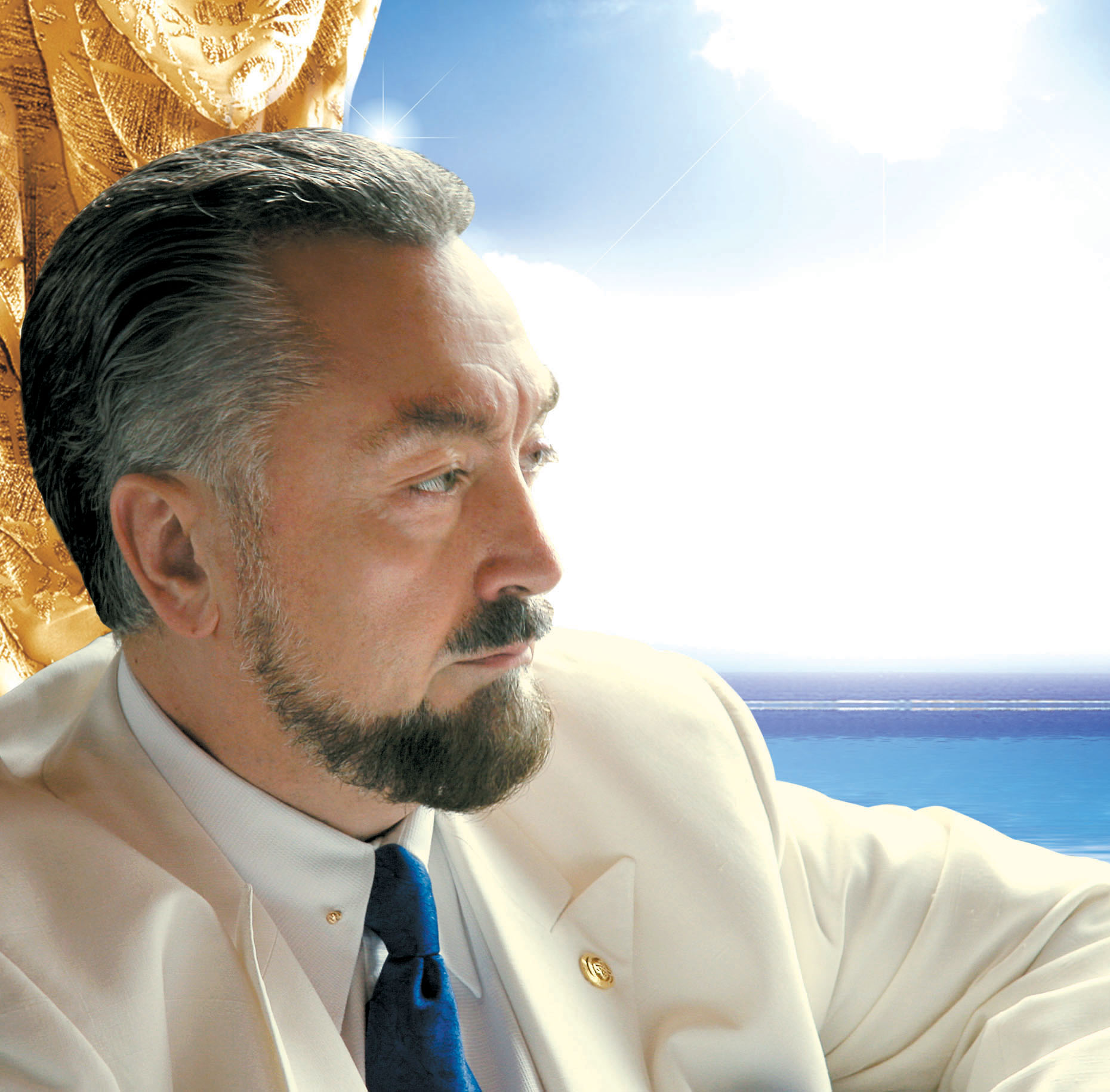
Harun Yahya (* 1956)

- Yahya, Rassem (* 1938), deutscher Basketballspieler
- Yahya, Tahir (1913–1986), irakischer General und Premierminister
- Yahyaei, Salaah al- (* 1998), omanischer Fußballspieler
- Yahyaoui, Zouhair († 2005), tunesischer Dissident
- Yahyapour, Ramin (* 1972), deutscher Informatiker